# Завітінський район
Завіті́нський райо́н — адміністративна одиниця Росії, Амурська область. До складу району входять 1 міське та 9 сільських поселень, разом — 10 поселень.
| Росія | Це незавершена стаття з географії Росії. Ви можете допомогти проєкту, виправивши або дописавши її. |